# Михаел Хајдн
Јохан Михаел Хајдн (14. септембра 1737 – 10. август 1806) био је аустријски композитор из класичног периода, млађи брат Јозефа Хајдна.

## Живот
Михаел Хајдн је рођен 1737. године у аустријском селу Рохрау, близу мађарске границе. Његов отац је био Матијас Хајдн, колар који је такође био сеоски старешина. Хајднова мајка Марија, девојачко Колер, радила је некада као куварица у палати грофа Хараха. Матијас је сам научио да свира харфу, и побринуо се да његова деца науче да певају.

Михаел је отишао у Беч са осам година. Његов рану каријеру је утабао старији брат Јозеф, па је тако Михаел добио место дечачког сопрана у Катедрали Светог Стефана. У Катедрали је хор био под управом Георга Ројтера, Јохана Георга Албрехтсбергера и Франца Јозефа Аумана. . До свог 12. рођендана Михаел је зарађивао додатни новац као повремени оргуљаш у катедрали. Писац  из раног 19. века Алберт Криштоф Диес, написао је:
"Ројтер је био толико опчињен  талентима [Јозефа Хајдна] да је његовом оцу обећао да ће се бринути о свим његовим синовима, чак и да их има дванаест. Отац [Матијас] се овом понудом ослободио великог терета, пристао је на њу и неких пет година након што је Јозeфову браћу посветио музици; прво Михаела, а потом и Јохана." 
Исти извор указује на то да је Михаел био бољи ученик од Јозефа, и да је био бољи певач.
Око 1753. године Михаел је напустио хорску школу. Године 1760. Михаел је постављен за капелмајстора у Гросвардејну (данас Орадеа). 1762. године је именован за концертмајстора у Салцбургу, где је остао 44 године. Током ових година је написао преко 360 композиција које су се састојале из црквене и инструменталне музике. Из њиховог заједничког боравка у Салцбургу, Хајдн је познавао Моцарта, који је веома ценио Михаелов опус.
17. августа 1768. Михаел се оженио певачицом Маријом Магдаленом Лип (1745–1827). Њихово једино дете, ћерка Алојзија Јозефа, рођена је 31. јануара 1770., али је умрла непосредно пред свој први рођендан, 27. јануара 1771. године. Михаел и Марија Магдалена Хајдн назвали су своју ћерку Алојзију Јозефу не у част Михаеловог брата, већ по Јозефи Добрави фон Даубравајк, која је на крштењу заменила грофицу де Фирмијан као куму. 
Леополд Моцарт је критиковао Хајдново опијање.
У Салцбургу је Хајдн обучавао младе Карла Марију фон Вебера и Антона Дијабелија.

Михаел је остао близак са братом Јозефом целог свог живота. Јозеф је веома ценио музику свог брата, до те мере да је осећао да су Михаилова религиозна дела супериорнија од његових. Године 1802, када су Михаелу „и Естерхази и велики војвода од Тоскане понудили уносне и часне положаје“, он је писао Јозефу у Беч тражећи савет да ли да прихвати ове положаје. Ипак, на крају је одлучио да остане у Салцбургу. Михаел Хајдн је преминуо у Салцбургу у 68. години живота.

## Дело
Хајднова религиозна хорска дела се генерално сматрају његовим најважнијим; његов музички укус и вештина најбоље су се показали у његовим црквеним композицијама које су већ за његовог живота сматране старомодним. Нека од ових дела укључују:
- Реквијем за смрт надбискупа Зигмунда (лат. Requiem pro defuncto Archiepiscopo Sigismundo) у ц-молу, који је у великој мери утицао на Реквијем од Моцарта;
- Шпанска миса (лат. Missa Hispanica);
- Последња миса св. Фрање у де-молу;
- Мотет Лауда Сион, којег је желео да се пева на његовој сахрани.

Хајдн је такође био плодан композитор секуларне музике, укључујући 41 симфонију и дувачке партите, и више концерата и камерне музике, укључујући гудачки квинтет у Ц-дуру за који се некада сматрало да га је створио његов брат Јозеф. Симфонија Г-дур, за коју сада знамо да је 25. симфонија Михаела Хајдна, дуго се сматрала да је Моцартова симфонија бр. 37. Забуна је настала јер је откривен аутограм са почетним ставом симфоније у Моцартовој руци, а остатак у туђој руци. Сада је познато да је Моцарт компоновао спори увод у први став, али остатак дела је компоновао Михаел Хајдн.
Неколико дела Михаела Хајдна утицало је на Моцарта. Три примера су:
- Те Деум, „који је Моцарт касније подражавао у К. 141“;[9]
- Финале Симфоније бр. 23, које је утицало на финале Г-дур квартета, К. 387;
- Фугални прелаз и не-фугална завршна тема Г-дура другог предмета излагања финала и Михаелове симфоније бр. 28 (из 1784. године) и Моцартове последње Симфоније бр. 41 (Јупитер) из 1788. године. Оба дела су компонована у Ц-дуру.